# Obsjtina Ruen
Obsjtina Ruen (bulgariska: Община Руен) är en kommun i Bulgarien.   Den ligger i regionen Burgas, i den östra delen av landet, 300 km öster om huvudstaden Sofia.
Obsjtina Ruen delas in i:
- Bilka
- Visjna
- Vresovo
- Podgorets
- Dobra poljana
- Dobromir
- Dropla
- Dăskotna
- Zaimtjevo
- Zajtjar
- Karaveljovo
- Listets
- Ljuljakovo
- Pripek
- Mrezjitjko
- Preobrazjentsi
- Planinitsa
- Prosenik
- Razbojna
- Retjitsa
- Rozjden
- Rudina
- Ruptja
- Răzjitsa
- Skalak
- Snezja
- Snjagovo
- Sokolets
- Sredna machala
- Struja
- Toptjijsko
- Trănak
- Sini rid
- Tjeresja
- Sjivarovo
- Jabăltjevo
- Jasenovo

Följande samhällen finns i Obsjtina Ruen:
- Ruen

Omgivningarna runt Obsjtina Ruen är en mosaik av jordbruksmark och naturlig växtlighet. Runt Obsjtina Ruen är det ganska glesbefolkat, med 47 invånare per kvadratkilometer.